# Benedetto Colonna Barberini di Sciarra
Benedetto Colonna Barberini di Sciarra (Roma, 22 ottobre 1788 – Roma, 10 aprile 1863) è stato un cardinale italiano della Chiesa cattolica nominato da papa Leone XII.

## Biografia
Nacque a Roma il 22 ottobre 1788. Ultimo di dieci figli,, talvolta citato anche semplicemente come Benedetto Barberini, assunse tale cognome dopo che suo padre, Carlo Maria Barberini, duca di Montelibretti, cambiò il proprio in Colonna di Sciarra.
Papa Leone XII lo elevò al rango di cardinale nel concistoro del 15 dicembre 1828 e fino alla nomina del cardinale Ugo Pietro Spinola, da parte di Gregorio XVI, è stato il porporato italiano più giovane.
Morì il 10 aprile 1863 all'età di 74 anni.

## Ascendenza
|                                                              |                                                           |                                               | Genitori                                          |  |  | Nonni |  |  | Bisnonni                                                |  |  | Trisnonni                                             |  |
|                                                              |                                                           |                                               |                                                   |  |  |       |  |  | Francesco Colonna di Sciarra, IV principe di Carbognano |  |  | Egidio Colonna di Sciarra, III principe di Carbognano |  |
|                                                              |                                                           |                                               |                                                   |  |  |       |  |  | Francesco Colonna di Sciarra, IV principe di Carbognano |  |  | Egidio Colonna di Sciarra, III principe di Carbognano |  |
|                                                              |                                                           | Anna Vittoria Altieri                         |                                                   |  |  |       |  |  | Francesco Colonna di Sciarra, IV principe di Carbognano |  |  |                                                       |  |
| Giulio Cesare Colonna di Sciarra, V principe di Carbognano   |                                                           |                                               |                                                   |  |  |       |  |  | Francesco Colonna di Sciarra, IV principe di Carbognano |  |  |                                                       |  |
|                                                              |                                                           | Vittoria Salviati                             | Francesco Maria Salviati, II duca di Giuliano     |  |  |       |  |  |                                                         |  |  |                                                       |  |
|                                                              |                                                           | Vittoria Salviati                             | Francesco Maria Salviati, II duca di Giuliano     |  |  |       |  |  |                                                         |  |  |                                                       |  |
|                                                              |                                                           | Vittoria Salviati                             | Caterina Sforza di Proceno                        |  |  |       |  |  |                                                         |  |  |                                                       |  |
| Carlo Colonna Barberini di Sciarra, V principe di Palestrina |                                                           | Vittoria Salviati                             |                                                   |  |  |       |  |  |                                                         |  |  |                                                       |  |
|                                                              |                                                           | Urbano Barberini, III principe di Palestrina  | Maffeo Barberini, II principe di Palestrina       |  |  |       |  |  |                                                         |  |  |                                                       |  |
|                                                              |                                                           | Urbano Barberini, III principe di Palestrina  | Maffeo Barberini, II principe di Palestrina       |  |  |       |  |  |                                                         |  |  |                                                       |  |
|                                                              |                                                           | Urbano Barberini, III principe di Palestrina  | Olimpia Giustiniani                               |  |  |       |  |  |                                                         |  |  |                                                       |  |
| Cornelia Costanza Barberini, IV principessa di Palestrina    |                                                           | Urbano Barberini, III principe di Palestrina  |                                                   |  |  |       |  |  |                                                         |  |  |                                                       |  |
|                                                              |                                                           | Maria Teresa Boncompagni                      | Gregorio Boncompagni, II duca di Sora             |  |  |       |  |  |                                                         |  |  |                                                       |  |
|                                                              |                                                           | Maria Teresa Boncompagni                      | Gregorio Boncompagni, II duca di Sora             |  |  |       |  |  |                                                         |  |  |                                                       |  |
|                                                              |                                                           | Maria Teresa Boncompagni                      | Ippolita Ludovisi, VII principessa di Piombino    |  |  |       |  |  |                                                         |  |  |                                                       |  |
| Benedetto Colonna Barberini di Sciarra                       |                                                           | Maria Teresa Boncompagni                      |                                                   |  |  |       |  |  |                                                         |  |  |                                                       |  |
|                                                              | Giovanni Benedetto Borromeo Arese, VII marchese di Angera | Carlo Borromeo Arese, VI marchese di Angera   |                                                   |  |  |       |  |  |                                                         |  |  |                                                       |  |
|                                                              | Giovanni Benedetto Borromeo Arese, VII marchese di Angera | Carlo Borromeo Arese, VI marchese di Angera   |                                                   |  |  |       |  |  |                                                         |  |  |                                                       |  |
|                                                              | Giovanni Benedetto Borromeo Arese, VII marchese di Angera | Giovanna Odescalchi                           |                                                   |  |  |       |  |  |                                                         |  |  |                                                       |  |
| Renato III Borromeo Arese, VIII marchese di Angera           | Giovanni Benedetto Borromeo Arese, VII marchese di Angera |                                               |                                                   |  |  |       |  |  |                                                         |  |  |                                                       |  |
|                                                              |                                                           | Clelia Grillo Borromeo                        | Marcantonio Grillo, III marchese di Clarafuente   |  |  |       |  |  |                                                         |  |  |                                                       |  |
|                                                              |                                                           | Clelia Grillo Borromeo                        | Marcantonio Grillo, III marchese di Clarafuente   |  |  |       |  |  |                                                         |  |  |                                                       |  |
|                                                              |                                                           | Clelia Grillo Borromeo                        | Maria Antonia Imperiali                           |  |  |       |  |  |                                                         |  |  |                                                       |  |
| Giustina Borromeo Arese                                      |                                                           | Clelia Grillo Borromeo                        |                                                   |  |  |       |  |  |                                                         |  |  |                                                       |  |
|                                                              |                                                           | Baldassarre Odescalchi, I principe Odescalchi | Antonio Maria Erba                                |  |  |       |  |  |                                                         |  |  |                                                       |  |
|                                                              |                                                           | Baldassarre Odescalchi, I principe Odescalchi | Antonio Maria Erba                                |  |  |       |  |  |                                                         |  |  |                                                       |  |
|                                                              |                                                           | Baldassarre Odescalchi, I principe Odescalchi | Teresa Turconi                                    |  |  |       |  |  |                                                         |  |  |                                                       |  |
| Marianna Erba Odescalchi                                     |                                                           | Baldassarre Odescalchi, I principe Odescalchi |                                                   |  |  |       |  |  |                                                         |  |  |                                                       |  |
|                                                              |                                                           | Maria Maddalena Borghese                      | Marcantonio III Borghese, III principe di Sulmona |  |  |       |  |  |                                                         |  |  |                                                       |  |
|                                                              |                                                           | Maria Maddalena Borghese                      | Marcantonio III Borghese, III principe di Sulmona |  |  |       |  |  |                                                         |  |  |                                                       |  |
|                                                              |                                                           | Maria Maddalena Borghese                      | Livia Spinola                                     |  |  |       |  |  |                                                         |  |  |                                                       |  |
|                                                              |                                                           | Maria Maddalena Borghese                      |                                                   |  |  |       |  |  |                                                         |  |  |                                                       |  |